# Струњан
Струњан (итал. Strugnano) је насеље на северозападној обали Истрa смештен између Изоле и Пирана у саставу словеначке општине Пиран.

## Географија
На површини од 3,51 км2 насеље лежи у Струњанском заливу, у долиници Струњанског потока и на присојној падини брежуљка Ронко (Ronco - 116 м н/в), који се на северу стрмо спушта према мору и завршава са високим флишним клифом. На дну залива су најмање и најсеверније солане на Јадрану, још активне Струњанске солине. У близини је мања Лагуна Штјужа (Chiusa).
У Струњану започиње или завршава западни крак Европског пешачког пута Е-6 (који води од Финске), а источни крак завршава у Каствy у сев.ист. Истри) .
Струњану припадеају села Карбонар-Carbonaro, Марчане,-Marzanedo, Пунта Намболе, Ронко-Ронек и Санто Спирито-Св. Дух.

## Знаменитости
- Бенедиктински манастир са звоником цркве Девице МаријеSпоменик природe - Дрворед пињoлaПриродни резерват Лагуна Стјужа, Chiusa (ита. Затворена лагуна), Ciuxa (истровенетски Чужа) је једина лагуна на обали Истре под Словенијом. Некад је то била отворена морска увала која је пред више од 200 година затворена дигом, насипом између мора и залива. Данас је лагуна каналом повезана са морем. Локално славенaчко име Стјужа долази из италијанског топонима Chiusa - затворена. Лагуна је плитка. На гибање воде утиче плима и осека, те валови и морске струје. У Стјужи се некад узгајало рибу, рибогојство је напуштено већ тридесетих г. XX. в. Све морске лагуне на севернем делу Јадранског мора су некад биле знане по бројним врстама птица и узгоју риба. У блатним рупама дна лагуне живи до 5 цм велик рак шкардобола (наyчно име је  Upogebia prusilla), а пецарош те ракове лове за меку кoд риболовa на различите врсте беле рибе. Дно лагуне прекрива 'травњак' кољенасте цимодоцеје, равне, мале морске траве. Богат је различитими врстама ракова, мекушаца и риба. Лагуна је са соланом саставни део парка природе Струњан[2].    Дрворед борова у Струњанском парку природе

- Дрворед пинија. На главном путу Копар - Сечовље - Буje  постоји дрворед пинија. Дрворед је стар око дeвeдесет и више година, а почиње мало пред одвојем локалног пута за Струњан. Засађен је под Италијом између 1920. и 1930. Са својих сто и шеснаест стабала је најбоље оћуван дрворед пинија у целој Истри и заштићен је и има статус природног споменика. У Струњану је још један млађи дрворед борова. Осамдесетих г. XX. в. су у тадашњем 'Здравилишчу' (сада Тhalaso Струњан) одлучили да се у Стјужи, од плаже до главног пута, засаде борови. Тако је настао километар и по дуг дрворед са сто шест борова који сада пружа пријатан пролаз до морске лагуне Стјужа.

- Солана у Струњану постоји још од средњег века. Направљена је у ували потока Роја и дио је резервата природе Струњан.

- У гopњeм делу насеља налази се парохијска црква св. Марије од Приказања и до ње некадањи бенедиктински манастир. Та је црква обновљена после земљотреса 1512. након указања девице Марије и постала мета ходочасника из целе Истре[3].
- Између 1902. и 1935 је у близини насеља пролазила Паренцана, ускотрачна железнишка пруга, која је повезовала Трст са Поречом (Parenzo), а данас је то атрактивна бициклистичка стаза.

## Привреда
Струњан је туристички мање развијен од оближњег Порторожа-Порторосе, заправо се овдје налазе хотели намењени онима који су жељни мирнијег одмора. Становници се додатно баве узгојем поврћа, воћа и маслина. У струњанској долини је скоро трећина свих словеначких насада какија па се и одржава фествал какија као и фестивал артичока.

## Становништво
Према подацима из 2020. Струњан са селима је имао 652 становника.